# Хардинг, Сара
Са́ра Нико́ль Ха́рдинг (англ. Sarah Nicole Harding, 17 ноября 1981 ― 5 сентября 2021) — британская певица, модель и актриса, солистка девичьей поп-группы Girls Aloud.

## Юность
Сара родилась в Эскоте 17 ноября 1981 года, но выросла в Стокпорте. Она ходила в школу Святого Катберта в Эгеме до 1993 года и среднюю школу Хейзел-Гроув с 1993 по 1998 год, а затем поступила в колледж Стокпорта, где училась на стилиста. Росла с двумя сводными братьями.

## Карьера
До кастинга в Girls Aloud она успела поработать в рекламных командах 2-х ночных клубов, официанткой в пиццерии, водителем фургона и телефонным оператором. Также девушка совершила тур по северо-западу Англии, выступая в пабах, клубах и на автостоянках, зарабатывая таким образом себе на жизнь.
В 2002 году Сара записала несколько танцевальных треков в коллективе Project G, а потом решила попробовать себя в проекте Popstars: The Rivals, где и стала солисткой девичьей группы Girls Aloud, принесшей девушке славу.
В том же году Хардинг вошла в список 100 британских красавиц High Street Honeys 2002 по версии мужского журнала FHM, но после победы на Popstars отказалась от участия в этом конкурсе. Тем не менее, Сара продолжает появляться в рейтингах FHM, но уже как поп-звезда.
Сара была моделью бренда нижнего белья Ultimo несколько сезонов подряд.
В 2007 году состоялся её актёрский дебют в комедии «Одноклассницы», год спустя последовала небольшая роль в фильме Bad Day, в 2009 Хардинг сыграла в драме «Свободное падение». В этом же году она снялась в одной из главных ролей фильма «Одноклассницы 2: Легенда о золоте Фриттона» и записала 3 песни к саундтреку.
Известно, что Сара успешно прошла пробы на роль Эммы Фрост в голливудском блокбастере «Люди Икс: Первый Класс», но в итоге роль досталась Дженьюэри Джонс.
Сара стала соавтором нескольких песен Girls Aloud, среди них:
- «Hear Me Out» (What Will the Neighbours Say)
- «Why Do It?» (Би-сайд сингла «I Think We're Alone Now»)

В 2015 году состоялся релиз первого сольного EP Сары Threads, а также одноимённого сингла. Сама певица описывала стиль записей как «немного резкий поп».
В 2016 году Сара попробовала себя в качестве актрисы музыкального театра, получив главную роль в британской версии мюзикла по мотивам фильма «Привидение». Но после нескольких выступлений певице пришлось искать замену из-за обострившейся травмы колена, ранее полученной на спортивном шоу «The Jump».
В 2017 году Сара принимала участие в юбилейном сезоне британского реалити-проекта «Celebrity Big Brother» и стала победительницей шоу.
Помимо творческой деятельности, девушка была занята бизнесом — она владела сетью ночных клубов Canaloa.

## Личная жизнь
С 2005 по 2006 год Хардинг находилась в отношениях с Калумом Бестом. Они расстались друзьями.
В 2011 году она была помолвлена с диджеем Томом Крейном. С конца 2012 по конец 2014 года состояла в отношениях с диджеем Марком Фостером.

### Здоровье
В октябре 2011 года поступила в реабилитационный центр в Южной Африке, сославшись на алкогольную зависимость и депрессию. Она не прекратила употреблять алкоголь полностью, но обуздала эту слабость. 16 апреля 2013 года Сара получила шестимесячный запрет на вождение и была оштрафована на 605 фунтов стерлингов после того, как полицейские поймали её за разговором по мобильному телефону, когда та ехала по центру Лондона. У Хардинг было девять штрафных баллов в её правах за превышение скорости до инцидента.
Хардинг написала мемуары «Hear Me Out», которые были опубликованы в 2021 году.
26 августа 2020 года Хардинг сообщила, что у неё был диагностирован рак молочной железы, который распространился на другие органы. В марте 2021 года она призналась, что болезнь неизлечима и что она не сможет встретить Рождество.

### Смерть
Сара умерла утром 5 сентября 2021 года, за два месяца до своего 40-летия.

## Дискография Сары Хардинг

### Саундтреки
2009: «St Trinian’s 2: The Legend of Fritton’s Gold»
- «Too Bad»
- «Make It Easy»
- «Boys Keep Swinging»

### Альбомы
2015: Treads (EP)

## Фильмография
| Год  |   | Русское название                           | Оригинальное название                          | Роль                        |
| ---- | - | ------------------------------------------ | ---------------------------------------------- | --------------------------- |
| 2007 | ф | Одноклассницы                              | St. Trinian`s                                  | Солистка школьного ансамбля |
| 2008 | ф | Плохой день                                | Bad Day                                        | Джейд Дженнингс             |
| 2009 | ф | Свободное падение                          | Freefall                                       | Сэм                         |
| 2009 | ф | Одноклассницы 2: Легенда о золоте Фриттона | St. Trinian’s II: The Legend of Fritton’s Gold | Рокси                       |
| 2012 | ф | Муж двух жён                               | Run For Your Wife                              | Стефани Смит                |
| 2015 | ф | Улица Коронации                            | Coronation Street                              | Джони Престон               |